# Remington (Indiana)
Remington é uma cidade  localizada no estado americano de Indiana, no Condado de Jasper.

## Demografia
Segundo o censo americano de 2000, a sua população era de 1323 habitantes.
Em 2006, foi estimada uma população de 1266, um decréscimo de 57 (-4.3%).

## Geografia
De acordo com o United States Census Bureau tem uma área de
2,7 km², dos quais 2,7 km² cobertos por terra e 0,0 km² cobertos por água. Remington localiza-se a aproximadamente 221 m acima do nível do mar.

## Localidades na vizinhança
O diagrama seguinte representa as localidades num raio de 24 km ao redor de Remington.